# Seikosha

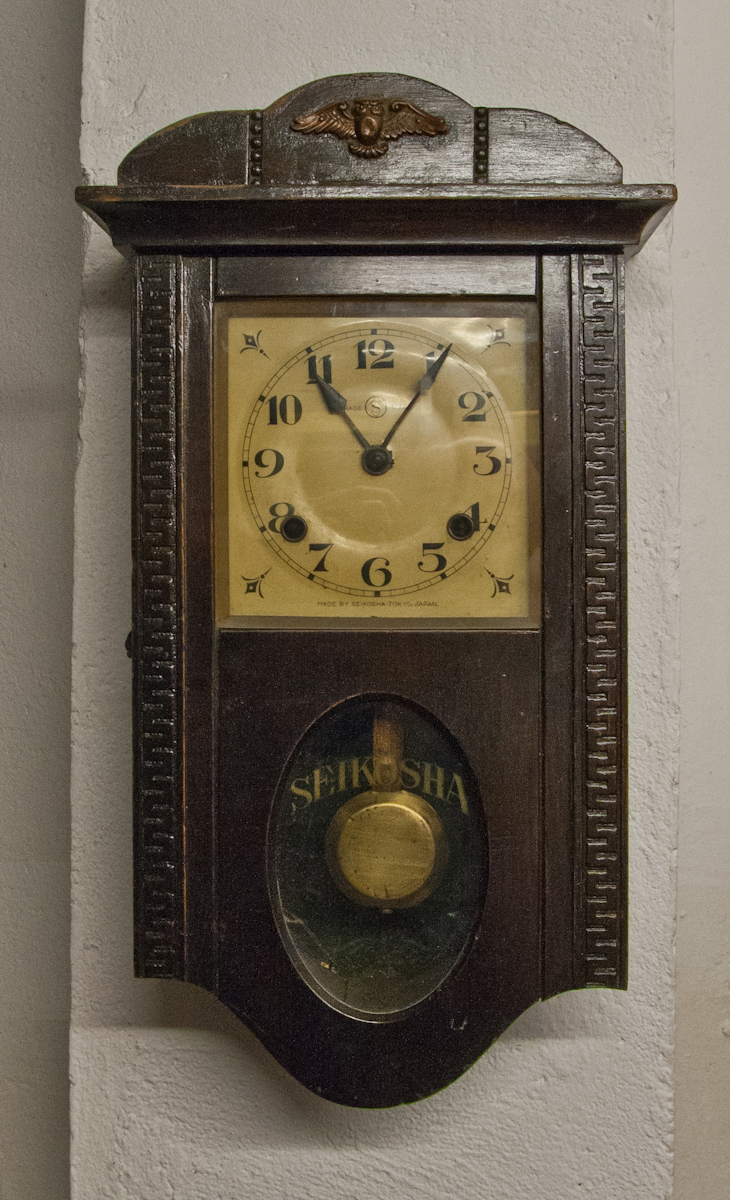
Reloj de pared Seikosha

Seikosha (精工舎 Seikōsha?) era una rama de la compañía japonesa Seiko que produce relojes, maquinaria de reloj, impresoras y otros dispositivos. Era la raíz de las compañías de fabricación del grupo Seiko.

## Historia
- 1881 -- Kintaro Hattori abre una tienda de relojes y joyería K. Hattori (Hattori Tokaiten en japonés; actualmente conocida como Seiko Holdings Corporation) en la zona de Ginza, Tokio, Japón.
- 1892 -- Se funda Seikosha en Tokio como la rama de fabricación de relojes de K. Hattori.
- 1917 -- K. Hattori se convierte en compañía (K. Hattori & Co., Ltd.).
- 1937 -- La división de producción de relojes de Seikosha se separa como Daini Seikosha Co., Ltd. (literalmente La Segunda Seikosha).
- 1942 -- Hisao Yamazaki funda Daiwa Kogyo, Ltd. en Suwa, Nagano
- 1943 -- Daini Seikosha crea una fábrica en Suwa para fabricar relojes con Daiwa Kogyo.
- 1959 -- Daiwa Kogyo y la planta de Suwa de Daini Seikosha se unen para formar Suwa Seikosha Co., Ltd.
- 1961 -- Se establece Shinshu Seiki Co., Ltd. como una subsidiaria de Suwa Seikosha.
- 1970 -- Seikosha se separa de K. Hattori & Co., Ltd., e incorpora Seikosha Co.
- 1982 -- K. Hattori & Co., Ltd. cambia de nombre a Hattori Seiko Co., Ltd.
- 1982 -- Shinshu Seiki cambia de nombre a Epson Corporation.
- 1983 -- Daini Seikosha cambia de nombre a Seiko Instruments & Electronics Ltd.
- 1985 -- Suwa Seikosha y Epson se unen para formar Seiko Epson Corporation.
- 1990 -- Hattori Seiko Co., Ltd. cambia de nombre a Seiko Corporation.
- 1996 -- Seikosha Co., Ltd. es dividida en Seiko Precision Inc. y Seiko Clock Inc., se ha registrado el dominio web de Seikosha.
- 1997 -- Seiko Instruments & Electronics cambia de nombre a Seiko Instruments Inc.
- 2007 -- Seiko Corporation cambia de nombre a Seiko Holdings Corporation